# 真大橋
真大橋（しんおおはし）は、岐阜県本巣市と岐阜県揖斐郡大野町との間の、根尾川にかかる岐阜県道159号北方真正大野線の橋である。

## 概要
建設当初の橋の仮称は新海老橋（しんかいろうばし）であった。本巣郡真正町（現・本巣市）と揖斐郡大野町を結ぶ橋という意味で、真正町の真と大野町の大をとり、真大橋と命名された。
真大橋の上流約300mに、かつて名古屋鉄道揖斐線の薮川橋梁（政田駅 - 下方駅）が存在していた。
- 供用開始：2002年（平成14年）
- 延長：285.0m
- 所在地：岐阜県本巣市海老（かいろう） - 岐阜県揖斐郡大野町郡家（ぐげ）

## 沿革
- 1890年（明治23年）：木製の海老橋が開通する。
- 1934年（昭和9年）：コンクリート製の海老橋（2代目）が開通する。
- 2002年（平成14年）：海老橋（2代目）の下流約200mに真大橋が開通する。海老橋は2004年（平成16年）ころに解体された。

## その他
- 名古屋鉄道揖斐線の根尾川橋梁（薮川橋梁ともいう）は撤去が進んでおり、橋梁はほぼ撤去された。
- 海老橋（2代目）への接続道路は、一部現存している。

## 隣の橋
（下流） 鷺田橋 - 【揖斐川合流点】 - 下座倉大橋 - 根尾川大橋 - 真大橋 - 薮川橋  - 大野橋 - 万代橋 - 谷汲山大橋 - 第一根尾川橋梁（樽見鉄道） （上流）